# 屋久島 (小惑星)
屋久島 (やくしま、20193 Yakushima)  は小惑星帯に位置する小惑星。埼玉県のアマチュア天文家、佐藤直人が1997年に秩父市で発見した。
2009年7月22日、日本で46年ぶりとなる皆既日食がトカラ列島屋久島で起こったことに因んで命名された。